# سؤال مزدوج الدلالة
السؤال مزدوج الدلالة (يسمى في بعض الأحيان السؤال مزدوج الاتجاه) هو مغالطة غير صورية. يتم ارتكابها عندما يسأل شخص ما سؤالًا يتطرق إلى أكثر من مشكلة واحدة، ولكنه لا يسمح إلا بإجابة واحدة. قد ينتج عن ذلك عدم دقة الاجابات التي يتم قياسها بالنسبة للسؤال، حيث يمكن للمجيب أن يجيب على سؤال واحد فقط من السؤالين، ولا يمكنه الإشارة إلى السؤال الذي يقوم بالإجابة عليه.
يمكن اكتشاف العديد من الأسئلة ذات الدلالة المزدوجة من خلال وجود دالة الترابط النحوي (و) فيها. هذا ليس امرًا سهلًا لان حرف العطف (و) يمكن أن يوجد في أسئلة تم بنائها بشكل صحيح.
يسمى السؤال الذي يملك ثلاثة دلالات باسم (سؤال ذو دلالة ثلاثية). ويُطلق على السؤال مزدوج الدلالة في الإجراءات القانونية اسم السؤال المركب.

## أمثلة
فيما يلي مثال لسؤال مزدوج الدلالة: «هل تعتقد أنه يجب أن يُدرّس الطلاب المزيد من الفصول حول التاريخ والثقافة؟» يسأل هذا السؤال عن قضيتين مختلفتين: «هل تعتقد أنه يجب ان يدرس الطلاب المزيد من الفصول حول التاريخ؟» و «هل تعتقد أنه يجب أن يدرس الطلاب المزيد من الفصول حول الثقافة؟» إن الجمع بين كلا السؤالين في سؤال واحد يجعل من غير الواضح ما الذي يتم تتم الإجابة عنه بالضبط، وبما أن كل سؤال قد يملك جوابا مختلفا إذا طُرح بشكل منفصل هناك احتمال كبير بإرباك المتحدثين. بمعنى آخر بينما يجيب بعض الأشخاص بكلمة (نعم) أو (لا) على كلا السؤالين، يرغب البعض في الإجابة (بنعم ولا).
أمثلة أخرى عن الأسئلة مزدوجة الدلالة:
- الرجاء الإجابة بنعم أو لا على العبارة التالية: يجب أن تكون السيارات أسرع وأكثر أمانًا.[3]
- ما مدى رضاك عن راتبك وظروف عملك؟ [4]
- كم مرة تقوم بزيارة إلى المستشفى وكم تقضي من الوقت خلالها؟[5]
- هل لدى إدارتكم سياسة توظيف خاصة بالرجال والنساء؟[5]
- هل تعتقد أن هناك طلبا جيدًا على المنتج وأنه سيباع بشكل جيد؟
- هل يجب أن تنفق الحكومة أموالاً أقل على الجيش وأكثر على التعليم؟
- هل هذه الأداة مثيرة للاهتمام ومفيدة؟

تنطبق نفس الاعتبارات ايضًا على الأسئلة التي تملك إجابات الاختيار الثابت، حيث يمكن أيضًا أن تكون الإجابة مزدوجة. على سبيل المثال: إذا طرح سؤال «ما الذي يحفزك على العمل؟» إجابة «العمل المسلي وزملاء العمل اللطيفين» هي اجابة مزدوجة الدلالة.
يعتبر التملّق نوع من الأسئلة ذات الدلالة المزدوجة. يحدث ذلك عندما يكون أحد الأسئلة هو السؤال الذي يريد الشخص المستجوب الإجابة عليه بـ (نعم) وسؤال آخر يأمل السائل في الإجابة عليه بـ (نعم). على سبيل المثال: «هل ستكون رجلًا لطيفًا وتقرضني خمسة دولارات؟»
قد لا تكون بعض الأسئلة مزدوجة الدلالة ولكنها تشبه ذلك النمط بشكل مربك بما فيه الكفاية لإحداث مشاكل مماثلة. على سبيل المثال: السؤال «هل يجب أن تقلل المؤسسة الأوراق المطلوبة من الموظفين عن طريق تعيين المزيد من المدراء؟» يمكن تفسيره على أنه يتكون من سؤالين: «هل يجب على المؤسسة تقليل الأوراق المطلوبة من الموظفين؟» و «هل يجب على المؤسسة تعيين المزيد من المدراء؟»
لقد تم طرح الأسئلة ذات الدلالة المزدوجة من قِبل محترفين مما أدى إلى ظهور تقارير إعلامية وأبحاث خاطئة. على سبيل المثال: استخدم هاريس بول أسئلة ذات دلالة مزدوجة في الثمانينيات حيث درس الرأي العام الأمريكي بشأن العلاقات بين ليبيا والولايات المتحدة والمواقف الأمريكية من ميخائيل غورباتشوف.

## الاستخدام القضائي في الولايات المتحدة الأمريكية
قد يثير السؤال مزدوج الدلالة في المحاكمات القانونية الاعتراض، لأن الشاهد قد لا يكون قادرًا على تقديم إجابة واضحة عليه.
يقدم دليل ممارسة القضاء المثال التالي لسؤال مركب:
الاستجواب: هل نظرت إلى الأسفل أثناء اقترابك من التقاطع لتغير محطة الراديو، ثم نظرت الاعلى ورأين السيارة القادمة فجأة؟
الخصم: اعتراض، السؤال مركب.
تم ذكر مثال عملي في قضية عام 1959 حيث تم الاعتراض على هذا السؤال لأنه «يثير احتمال عدم نية الشاهد الرد على كلا السؤالين معًا عند الإجابة بنعم على السؤال المركب». قد يكون من غير الواضح أيضًا للمحكمة أو هيئة المحلفين أو هيئات الاستئناف ماذا يقصد الشاهد من الإجابة على السؤال، ومثل هذا السؤال قد يجمع بين طلب للحصول على معلومات ذات صلة مع طلب للحصول على معلومات لا تملك صلة أو غير مقبولة. إذا كان السؤال ذو إجابة غير ضارة بادعاء المحامي المعارض، فلن يحتاج المحامي إلى الاعتراض على الإطلاق، ويجوز للمحامي المعارض الاعتراض، ويوضح أنه لن يعترض على إعادة صياغة السؤال ضمن أجزاء منفصلة غير مركبة.
تُطرح الأسئلة المركبة بشكل متكرر أثناء الاستجواب.

## في الثقافة العامة
يضحك ميتش هيدبريغ حول سؤال مزدوج الدلالة في نموذج التأمين الصحي الخاص به: «هل سبق لك استخدام السكر أو الفينسيكليدين؟»